# Fireball 500
Fireball 500 é um filme estadunidense de ação de 1966, dirigido por William Asher para a American International Pictures. O roteiro do diretor e Leo Townsend segue as fórmulas popularizadas nos filmes da Turma da Praia com romances e números musicais, trazendo novamente como protagonistas a dupla Frankie Avalon e Annette Funicello mas mudando a ambientação das tramas que antes mostravam adolescentes praticando surfe e agora se envolvendo com corridas de automóveis.

## Elenco
- Frankie Avalon...Dave "Fireball" Owens
- Annette Funicello...Jane Harris
- Fabian...Sonny Leander Fox
- Harvey Lembeck...Charlie Bigg
- Chill Wills...Big Jaw Harris
- Julie Parrish...Martha Brian
- Sandy Reed...Locutor das corridas
- Douglas Henderson...Hastings
- Baynes Barron...Bronson
- Ed Garner...Herman
- Mike Nader...Joey

## Sinopse
O jovem promissor piloto de corridas de stock car, o californiano Dave Owens, chega a uma cidade do sul dos Estados Unidos após vencer a corrida "Riverside 500". Ele quer disputar a corrida local, cujo grande favorito é Leander Fox. Owens consegue um carro adequado para estradas de terra do chefe de equipe Charlie Bigg e desafia a supremacia de Fox. Para aumentar a rivalidade entre os dois pilotos, Owens se interessa pela namorada de Fox, Jane Harris. Mas o chefe Biggs trabalha para a viuva milionária Martha Brian e os dois mantém um negócio de contrabando de bebidas que usa os pilotos locais para o transporte noturno realizado com carros velozes. O FBI está na pista dos contrabandistas e os agentes forçam Owens a colaborar com eles. Ao final, o climax na famosa corrida de Daytona 500.

## Produção
- Dave Owens pilota o "Fireball 500", um automóvel  Plymouth Barracuda 1966, modificado pelo especialista George Barris com um motor 1966 Hemi 426 Plymouth de 425 h.p.[1]

- Cenas de documentário mostram acidentes em corridas e competições de demolição. As imagens  reapareceriam na abertura de The Love Bug. A produção instalou câmaras nos carros[2]

- Funicello e Fabian estrelaram juntos (sem  Avalon) a sequência Thunder Alley.

## Músicas
- A trilha sonora de Les Baxter apresenta seis canções compostas por Guy Hemric e Jerry Styner. Frankie Avalon canta "Fireball 500", "My Way" (não é a mais famosa, de Frank Sinatra), "Turn Around" "A Chance Like That" e "Country Carnival."  Annette Funicello canta "Step Right Up."